# Ira Brown
Ira Demon Brown (Corsicana, 3 agosto 1982) è un cestista statunitense naturalizzato giapponese.

## Carriera
Con il Giappone ha disputato i Campionati asiatici del 2017.